# ТВ-23 «Магура»
23-й (Калуський) Тактичний відтинок «Маґура» належав до Військової округи-4 «Говерля», групи УПА-Захід.
Внаслідок реорганізації у березні 1945 р. (виведена територія Галицької повітової організації) Калуська округа ОУН складалася
із трьох надрайонів: Долинського (ІІ), Журавненського (ІІІ) та Калуського (І), які складалися з 9 районів. Долинський надрайон об'єднував 4 райони: Болехівський, Вигодський, Долинський і Рожнятівський. Калуський надрайон об'єднував Войнилівський, Калуський і Перегінський райони. Журавненський надрайон включав два райони: Жидачівський і Журавненський. У травні—червні 1948 р. Рожнятівський район переданий до Калуського надрайону, а Войнилівський — до Журавенського.
Командири: «Сокіл» Кобилинець Іван (03.1944 — †24.11.1944), (підполковник «Хмель» (Фрасуляк Степан) (10.1944 — 01.1945), (01.1945 — 04.1945) (невідомий, помилково вважався Костянтин Петер); хорунжий «Колчак» (Королюс Федір, †15.04.1945), сотник «Байрак» (Ярослав Косарчин, 04.1945 — 09.1949, †13.12.1951)
- Відд. 81 «Летуни» — сотенний «Летун» (Владико Євген, 07.1944 — 11.1944), сотенний «Середний» (Музичка Степан, 1945 — †21.09.1946)
- Відд. 82 «Вітрогони» — сотенний «Тютюнник» (Андрій Марійчин, 01.1945 — 25.12 1945, †13.04.1946), сотенний «Морозенко» (Тюшка Микола, 26.12.1945 — †28.02.1946)
- Відд. 83 «Круки» — сотенний «Моряк, Чорноморець» (Дуда Петро, 05.1945 — 1947, †1948)
- Відд. 84 «Рисі» — сотенний «Ґонта, Залізняк» (Семак Матвій  10.1944 — †13.05.1946), сотенний «Скрегулець» (Іванишин Ярослав 13-20.05.1946), сотенний «Влодко, Ревай» (Семкович Володимир, 20.05.1946 — 07.1947)
- Відд. 85 «Бистриця» — сотенний «Бистрий» (Стадник Андрій Андрійович, 02.1945), сотенний «Донський» (Володимир Гладкий, 05.1945—06.1946), сотенний «Черник», сотенний «Ластівка» (Гнатів Федір або Вишиваний Богдан, †1945)
- Відд. 86 «Журавлі» — сотенний «Малина» (Борис Петро, 04.1944, †1946), сотенний «Журавель» (Юсип Ярослав, 04.1944 — 10.1944, †21.01.1946), сотенний «Грізний» (Стурко Юліан, 10.1944 — 1947)
- Відд. 87 «Хорти» — сотенний «Бей» (Яворський Казимир-Ярослав, 06.1944 — 01.1945, 22.06.1945 — 11.12.1945), сотенний «Хмурий» (01-05.1945), сотенний «Ханенко» (Римик Богдан (05.1945 — †22.06.1945), сотенний «Морозенко» (Березюк Микола, 11-†19.12.1945), сотенний «Волиняк» (Зварич Федір, 20.12.1945 — 25.02.1946), сотенний «Яр» (04.1946 — 07.1946)
- Відд. 88 «Опришки» — сотенний «Карпенко» (Сікора Богдан, 10.1944), сотенний «Довбуш-2» (Депутат Володимир, 12.1944 — †4.10.1946), сотенний «Галайда» (Горбай Володимир, 14.05.1945 — 09.1945), сотенний «Байда» (Федорич Іван, 4.10.1946 — 7.1947)

ТВ-23 «Магура» випускав часопис «За волю України», за 1946—1950 роки вийшло 10 чисел.